# Juan Ayra
Juan Ayra (Guantánamo, 1911. június 23. – 2008. október 26.) kubai válogatott labdarúgókapus.
A kubai válogatott tagjaként részt vett az 1938-as világbajnokságon.

## Külső hivatkozások
- Juan Ayra – a FIFA adatbázisában

1. ↑  FBref